# 浄化槽法
浄化槽法（じょうかそうほう、昭和58年5月18日法律第43号）は、公共用水域等の水質の保全等の観点から浄化槽によるし尿および雑排水の適正な処理を図り、生活環境の保全および公衆衛生の向上に寄与すること（1条）に関する日本の法律である。
このため、浄化槽の設置・保守点検・清掃および製造の各段階での規制が定められる。また、浄化槽工事業者の登録制度および浄化槽清掃業の許可制度の整備、浄化槽設備士および浄化槽管理士の資格を定めること等により、浄化槽の各段階に関わるものの身分と責務を明確化している。下位法令に浄化槽法施施行令（平成13年政令第310号、本項では略して令と表記）、環境省関係浄化槽法施行規則（昭和59年厚生省令第17号、本項では略して規則と表記）がある。

## 主務官庁
- 環境省環境再生・資源循環局廃棄物適正処理推進課浄化槽推進室
- 国土交通省不動産・建設経済局建設業課[3] - 第2章及び第10章は共管。第5章及び第7章は建設業法との関連により単独で所管する。
- 国土交通省住宅局建築企画担当参事官職[4] - 建築基準法との関連により第4章を単独で所掌。

## 構成
- 第1章　総則（第1条 ― 第4条）
- 第2章　浄化槽の設置（第5条 ― 第7条の2）
- 第3章　浄化槽の保守点検及び浄化槽の清掃等（第8条 ― 第12条の3）
- 第3章の2　浄化槽処理促進区域
  - 第1節　浄化槽処理促進区域の指定（第12条の4）
  - 第2節　公共浄化槽（第12条の5 ― 第12条の17）
- 第4章　浄化槽の型式の認定（第13条 ― 第20条）
- 第5章　浄化槽工事業に係る登録（第21条 ― 第34条）
- 第6章　浄化槽清掃業の許可（第35条 ― 第41条）
- 第7章　浄化槽設備士（第42条 ― 第44条）
- 第8章　浄化槽管理士（第45条 ― 第47条）
- 第9章　条例による浄化槽の保守点検を業とする者の登録制度（第48条）
- 第10章　雑則（第49条 ― 第58条）
- 第11章　罰則（第59条 ― 第68条）
- 附則

## 定義（第2条）
浄化槽便所と連結して、し尿および生活排水・雑排水（ただし工業排水、雨水、その他特殊な排水を除く）を処理し、下水道法2条第6号に規定する下水道以外に放流する設備（2条第1号）。し尿処理施設（廃棄物の処理及び清掃に関する法律6条第1項）は本法の適用対象外。2条第1号の記述では合併処理浄化槽のみを浄化槽と定義しているが、単独処理浄化槽についても経過措置として浄化槽法の適用対象としている。 。このような単独処理浄化槽はみなし浄化槽と呼ばれる（規則1条第3号）。
公共浄化槽浄化槽処理促進区域内（12条の4第1項）にあり、市町村の設置計画（12条の5第1項）により設置され、市町村が管理する浄化槽。または浄化槽処理促進区域内で個人が設置した浄化槽が寄贈または寄託され12条の6の規定により市町村が管理することとなった浄化槽(同第1号の2)。
浄化槽工事浄化槽を設置、または構造や規模を変更する工事のこと(同第2号)。浄化槽工事には工事の技能のほか浄化槽の各装置や構造に関する知識を要する。浄化槽の設置とは、浄化槽の本体や付属の各装置を浄化槽の構造基準（4条第2項）に合うように施工、管渠を敷設すること。構造や規模の変更とは例えば浄化槽の処理方式を変更したり、処理水量を変更する工事を行うこと。
浄化槽の保守点検浄化槽の点検、各種機器の調整又はこれらに伴う修理をする作業のこと（同第3号）。例えば、汚泥移送装置を使用するなどして汚泥を槽内で移動させる、洗浄装置を使用するなどして生物膜を接触材から剥離する、スクリーンから付着物を除去する、破損した部品を修理・交換する、水平のくるいを調整する、などの操作があてはまる。汚泥・スカムを槽外に引き出す行為は後述の清掃にあたる。
浄化槽の清掃浄化槽内に発生した汚泥・スカムの引き出し、引き出し後の汚泥の調整、浄化槽内の機器類の洗浄、およびそれに伴う作業のこと（同第4号）基本的には保守点検の結果に基づいて行われる。引き出した汚泥・スカムは廃棄物処理法で定義される一般廃棄物となる。
浄化槽製造業者13条第1項または第2項の認定を受けた浄化槽を製造する事業者のこと（同第5号）。工場で規格が一定した浄化槽を製造する場合、その浄化槽は国土交通大臣による型式認定を受けなければならない。この型式認定を受けた浄化槽を製造する業者が浄化槽製造業者となる。
浄化槽工事業者都道府県知事の登録を受けて、浄化槽工事を行うもの（同第7号）。ただし建設業法による土木工事業、建築工事業、管工事業の許可を受けている業者は登録の必要はない。
浄化槽清掃業市町村の許可を得て、浄化槽の清掃を営むもの（同第9号）。許可の申請方法は規則10条、許可の技術上の基準は規則11条で定められる。
浄化槽設備士42条第1項の規定により国土交通大臣から免状を受けて浄化槽の工事を監督する立場のもの（同第10号）。国家資格。浄化槽工事業者は営業所ごとに浄化槽設備士を置くことになっている。
浄化槽管理士45条第1項の規定により環境大臣から免状を受けて、浄化槽の保守点検の業務に従事するもの（同第11号）。国家資格。

## 総則

### 浄化槽によるし尿処理等（第3条、第3条の2）
何人も浄化槽で処理したあとでなければ、し尿を公共用水に放流してはならない。ただし公共下水道の終末処理施設やし尿処理施設（コミュニティ・プラントを含む）で処理する場合は除く（3条第1項）。浄化槽でし尿を処理する者は、何人も浄化槽で処理した後でなければ、雑用水を公共下水道に放流してはならない。（同第2項）つまりし尿のみを処理する単独処理浄化槽の設置を原則禁止するものである。平成12年の浄化槽法改正により追加された。浄化槽を使用するものはその機能を正常に保つため環境省令で定める準則を守らなければならない（同第3項）。環境省令で定める準則とは環境省関係浄化槽施行規則の1条に定められるもの。内容は次の通り。
1. し尿を流す水は適正量であること（規則1条第1号）。
2. 殺虫剤や洗剤など、浄化槽の正常な機能を妨げるものは流さないこと（同第2号）。
3. 単独処理浄化槽に雑排水を流入させないこと（同第3号）。
4. 工場排水、雨水、その他特殊な排水を流入させないこと（同第4号）。
5. ポンプや送風機（ブロワ）など電気設備を有する浄化槽にあっては、電源を切らないこと（同第5号）。
6. 浄化槽の上や周囲に、清掃や保守点検の支障になるものを置いたり、構造物を設けたりしないこと（同第6号）。
7. 上から浄化槽の機能に支障をあたえるほどの荷重をかけないこと（同第7号）。
8. 通気装置の開口部を塞がないこと（同第8号）。
9. 故障や異常があったときは直ちに浄化槽の管理者にその旨を通報すること（同第9号）。

何人も、便所と連結してし尿などを処理し、下水道以外の公共用水域に放流するための施設として、浄化槽以外のものを使用してはならない。ただし下水道法5条第1項第5号の下水道の予定処理区域における、し尿のみを処理する設備はこの限りではない（3条の2第1項）。つまり予定処理区域は例外的に単独処理浄化槽の設置が可能。この単独処理浄化槽は、この法律においては浄化槽とみなす（同第2項）。つまり通常の浄化槽と同じように保守点検、清掃などの義務が発生するみなし浄化槽とする。またこの単独処理浄化槽は第51条の援助の規定の適用をうけることができない。

### 浄化槽に関する基準（第4条）
環境大臣は浄化槽で処理され公共用水域等に放流される水の水質について、技術上の基準を定める（第4条第1項）。この技術上の基準は、規則1条の2で次のように定められる。
- 浄化槽からの放流水の生物化学的酸素要求量（BOD）が1リットルにつき20ミリグラム以下であること。
- 浄化槽への流入水のBODの数値から、浄化槽からの放流水のBODの数値を引いた数値を浄化槽への流入水のBODの数値で除して得た割合（BOD除去率）が90パーセント以上であること。
- みなし浄化槽についてはこの限りではない。

浄化槽からの放流水は、消毒槽に入る直前の処理水を採取して試験を行う。
浄化槽の構造基準については建築基準法並びにこれに基づく命令または条例で定められる（同第2項）。また浄化槽の構造基準は第1項の、浄化槽からの放流水に関する技術上の基準をクリアするよう定めなければならない（同第3項）。浄化槽の構造基準は本法が公布される従前より、建築基準法による具体的な構造に関する基準が定められていた為、この基準に委ねるため第2項の規定が作られた。まず、建築基準法第31条に、「便所から排出する汚物を、終末処理場を有する公共下水道以外に放流しようとする場合は、屎尿浄化槽（その構造が汚物処理性能に関して政令で定める技術的基準に適合するもので、国土交通大臣が定めた構造方法を用いるもの又は国土交通大臣の認
定を受けたものに限る。）を設けなければならない」と規定されている。また同法第36条にも「（前略）浄化槽、煙突及び昇降機の構造に関して、この章の規定を実施し、又は補足するために安全上、防火上及び衛生上必要な技術的基準は、政令で定める。」と規定されている。この「政令」とは建築基準法施行令32条の規定をさす。この規定上では浄化槽の設置区域および処理対象人員に応じて、求められるべき処理性能を定めている。また、地域の特性や水質などの事情により、建築基準法施行令の画一的な規定だけでは不十分な場合が想定されるため、第2項で「条例」による上乗せ規制が認められている。建築基準法40条にも条例による制限の付加の規定がある。
国土交通大臣は浄化槽の構造基準を設定、変更する場合はあらかじめ、環境大臣に協議しなければならない（同第4項）。浄化槽の構造設備は、設置後の保守点検や清掃の方法に密接に関係するため、この規定が設けられている。
浄化槽工事の技術上の基準は国土交通省令・環境省令で定められる（同第5項）。この省令は国土交通省・環境省の共同省令である、浄化槽工事の技術上の基準並びに浄化槽の設置等の届出及び設置計画に関する省令（昭和60年厚生省・建設省令第1号）第1条（以下本項では共同省令と表記する）をさす。また地域の特性や水域の状態によって、第5項の基準のみでは浄化槽が十分機能せず、環境保全、公衆衛生上問題が起こりうると認めるとき、都道府県知事等は、条例で特別の定めを作ることができる（同第6項）。
浄化槽の保守点検の技術上の基準は環境省令に定められる（同第7項）。この基準は規則2条をさす。浄化槽の清掃の基準もまた環境省令に定められる（同第8項）。この基準は規則第3条をさす。

## 浄化槽の設置

### 浄化槽の設置の届出（第5条）
浄化槽を新たに設置し、または構造や規模を変更しようとするものは、その旨を都道府県知事（保健所を設置する市や特別区にあっては市長または区長）（合わせて都道府県知事等と標記）、および都道府県知事を経由して特定行政庁に届け出なければならない（5条第1項）。ただしこの浄化槽が建築基準法6条第1項の規定による建築主事の確認を申請（建築確認申請、用途変更における場合を含む）すべきとき、または同法18条第2項の規定により建築主事に通知（計画通知）する場合は、この規定の対象外。さらに構造や規模の変更にあっては共同省令第2条で定める軽微な変更は届け出の対象外（5条第1項）。共同省令第2条ので定める軽微な変更とは「処理方式の変更を伴わず、かつ、処理対象人員又は日平均汚水量の10パーセント以上の変更を伴わないもの」と規定されている。
都道府県知事等や特定行政庁は不適正な浄化槽の設置を未然に防ぐために、届出の内容を審査し、必要な場合は勧告や変更命令等を出すことがある。都道府県知事等が届け出を受理した際、その浄化槽の設置あるいは変更の計画が、清掃や保守点検上、周囲の生活環境の保全上、または公衆衛生上支障があると認めるときは、その計画の変更を届け出者に勧告することができる（同第2項）。この勧告は受理日から21日以内、型式認定を受けた浄化槽では10日以内に行わなければならない（同第2項）。また特定行政庁は建築基準法や関連する命令の規定に適合しないときは、計画の変更または廃止を命令することができる（同第3項）。建築基準法や関連する命令に適合しないときは、まず知事ではなく特定行政庁が変更命令等を出す。それ以外で環境保全および公衆衛生上問題を生じるおそれのあるときは、都道府県知事等が勧告を出すことになる。
「都道府県知事を経由して」とは、知事市長は届出を受理する場合、特定行政庁に対する届出も同時に受理し、受理した届出を特定行政庁に渡すことを意味する。届出を怠ったり、虚偽の届け出を行った場合は、63条第1号の罰則が適用されることがある。
　
第1項の届出をした設置者は第2項の期間、つまり21日または型式認定浄化槽は10日を経過した後でなければ、浄化槽工事に着手してはならないとされる（同第4項）。ただしこの期間を経過しない場合でも、届出内容が法令に適合していると認める旨の通知を受けた場合は工事に着手できる。この規定に従わずに浄化槽工事に着手した場合は、工事を施工した者に64条第1号の罰則が適用されることがある。

### 浄化槽工事（第6条）
浄化槽の工事は浄化槽工事の技術上の基準に従って行うこととされる（6条）。この「浄化槽工事の技術上の基準」は4条第5項で規定される共同省令第１条のことである。
基準の内容は、
- 浄化槽の図面や設置工事の方法を記載した「仕様書」に基づき工事を行うこと（第1号）。[27]
- 浄化槽が法4条第2項の構造基準に適合するように工事を行うこと（第2号）。[27]
- 浄化槽の設置位置や放流先の位置、周りの建築物の位置を十分確認し、配管等に適切な工事を行うこと（第4号）。つまり保守点検や清掃が容易に行われ、周囲の環境が損なわれないように、マンホールや汚泥の引き抜き口、排気管、放流口の位置に注意すること。[28]
- 根切り工事の際は地下に埋設されているガス管、電話用ケーブル、水道管等を損傷しないように注意すること（第5号ロ）。[28]
- 浄化槽の埋め戻しを行う際は、槽内に土砂などの異物が入らないように注意し、周りの土砂を十分に締め固めて、土砂の流出が起こらないようにすること（第5号ニ）。[28]

など１～17号の規定がある。

### 設置後の水質検査（第7条、第7条の２）
新たに設置され、又はその構造若しくは規模の変更をされた浄化槽については、環境省令で定める期間内に、環境省令で定めるところにより、指定検査機関による水質に関する検査を受けること（7条第1項）。「環境省令で定める期間」は規則第4条第1項に規定される「使用開始後3か月を経過した日から5か月間」のこと。「環境省令で定めるところ」は規則4条第2項の「水質検査の項目、方法その他必要な事項は環境大臣が定めるところによる」という規定により定められる告示「浄化槽法第七条第一項及び第十一条第一項に規定する浄化槽の水質に関する検査の項目、方法その他必要な事項」（平成19年8月29日環境省告示第64号）のこと。検査結果の判定については「浄化槽法第七条及び第一一条に基づく浄化槽の水質に関する検査の項目、方法その他必要な事項について」（平成7年06月20日衛浄33号）に規定される。
この検査は告示では第7条検査とも呼ばれ、浄化槽の工事が適正に行われ、十分な機能を発揮しているか確認するための検査である。後述の第11条検査と合わせて「法定検査」と呼ぶこともある。浄化槽の機能は実際に使用を開始し、一定期間経過後でないと機能が評価できない。そのため、建築基準法の竣工検査とは別に、期待された処理機能を有するかの検査を行い、欠陥がある場合は早期に是正することを目的とする。
指定検査機関は検査の内容を環境省令で定めるところにより都道府県知事に報告しなければならない（7条第2項）。「環境省令で定める」の内容は規則4条の2で規定され、毎月末までにその前月中に実施した検査について（規則4条の2第1項）、「水質検査を行つた年月日」、「水質検査の結果（浄化槽の機能に障害が生じ、又は生ずるおそれがあると認められる場合にあっては、その原因を含む。）」など同第2項に定められる事項を報告する。

### 浄化槽の保守点検（第8条）
浄化槽の保守点検は、浄化槽の保守点検の技術上の基準に従って行わなければならないとされる（8条）。浄化槽法では浄化槽の管理を「清掃」と「保守点検」に分けて規定している。「浄化槽の保守点検」の定義は浄化槽法2条第3号のとおりである。保守点検の前提として、浄化槽が技術上の基準に従って正しく設置されており、管理者が適切な使用方法に則り使用していることが必要。保守点検業者は使用状況を把握し、状況に応じて浄化槽の修理や適切な調整を加える。「保守点検の技術上の基準」とは4条第7項の規定により定められる。規則2条の第1号から第18号の規定をさし、内容は
- 汚泥の調整
- 空気量の調整
- ブロワや攪拌装置の点検（同第4号）
- 調整、逆流洗浄
- 放流水の管理（同第16号）
- スカムの返送装置や移送装置、循環装置の動作確認（同第11号）

などである。

### 清掃（第9条）
浄化槽の清掃は、浄化槽の清掃の技術上の基準に従つて行わなければならないとされる（９条）。浄化槽は原理上、使用するほどに汚泥やスカムが蓄積する、汚泥やスカムが一定量を超えると浄化槽の処理能力が低下するので、定期的に浄化槽の清掃を行い、汚泥やスカムを全量あるいは一定量取り除かなくてはならない。本法では汚泥を取り除くことを「引き出す」と表記する。「浄化槽の清掃の技術上の基準」は4条第8項の規定により、規則3条第1号から第15号に規定されており、内容は
- 汚泥・スカムの引き出し量の規定（第1号～6号）
- 引き出し後の、器機の洗浄の規定（第7号～第10号）
- 引き出し後の、水張りの規定（第11号～第13号）
- 引き出し後の汚泥の措置（第14号）
- その他の措置（第15号）

である。

### 浄化槽の管理者の責務（第10条、第10条の２）
浄化槽の管理者は環境省令で定めるところにより、適切な回数、浄化槽の保守点検と清掃を実施しなければならない。ただし休止中の浄化槽はこの限りではない（10条第1項）。浄化槽の休止の届け出は法11条の2第1項に規定される。また、浄化槽の管理者には必ずしも点検や清掃に関する技術や知識があるとは限らないため、その保守点検の業務を浄化槽保守点の登録業者に、また浄化槽の清掃を浄化槽清掃業者に委託することができる。浄化槽保守点の登録制度は都道府県条例などで整備されるが、地域によって登録制度がない場合は、浄化槽管理士の資格保有者に委託することができる（10条第3項）。
浄化槽の管理者は、保守点検や清掃の記録を作成し（規則5条第2項）、それを3年間保存しなければならない（同第8項）。保守点検や清掃の業務を委託した場合は、委託を受けたもの（受託者）が浄化槽の管理者に代わり記録を作成し、それを浄化槽の管理者に渡し、内容の説明をしなければならない（同第2項、第3項）。浄化槽の管理者が承諾すれば、電子メールやファイル共有などで記録をやりとりすることもできる（同第4項、第6項）。受託者もまた、浄化槽の管理者に渡した記録の写しを3年間保管しなければならない（同第9項）。

#### 浄化槽技術管理者
政令で定める規模以上の浄化槽の管理者は、浄化槽の保守点検や清掃に関する技術上の義務を担当させるため、浄化槽技術管理者の資格者をおかなければならない。ただし浄化槽の管理者が自ら浄化槽技術管理者となる場合を除く（10条第2項）。「政令で定める規模」とは処理対象人員501人以上とされる（令第1条）。浄化槽技術管理者の資格者は、浄化槽管理士の資格を有し、「政令で定める規模」以上の浄化槽の清掃および保守点検の実務に2年以上就いた経験を有する者、またはそれと同等の知識および技能を有する者である（規則8条第1項）。浄化槽技術管理者は浄化槽について高い知識を有する者で、清掃や保守点検の実施者というよりは、それらの業務を統括する者としての性格が強い。

#### 使用開始報告書
浄化槽の管理者は、当該浄化槽の使用を開始した際、30日以内に都道府県等に報告書を提出しなければならない（10条の２第1項）。使用開始の報告書の記載事項は規則8条の２第1項に従う。処理対象人員501人以上の浄化槽の報告書は浄化槽技術管理者の氏名を記載する。浄化槽技術管理者を変更する際も、浄化槽の管理者は変更の日から30日以内に報告書を提出しなければならない（同第2項）。この報告書の記載事項は規則8条の２第2項に従う。また浄化槽の管理者が変更された場合も、30日以内に報告書を提出しなければならない（同第３項）。この報告書の記載事項は規則8条の２第3項に従う。

### 定期検査（第11条）
浄化槽の管理者は年に1回、環境省令で定めるところにより、指定検査機関の行う水質検査を行わなければならない（第11条第1項）。本法では定期検査と呼ぶが、告示では「第11条検査」と呼ばれ、前述の第7条検査と合わせて「法定検査」と呼ばれることもある。「環境省令で定めるところ」とは規則9条第1項の検査の内容等のことで、「環境大臣が定めるところにより」検査を行うと規定される。定期検査はこの規定に基づき告示「浄化槽法第七条第一項及び第十一条第一項に規定する浄化槽の水質に関する検査の項目、方法その他必要な事項」（平成19年8月29日環境省告示第64号）に沿って行われる。検査結果の判定については「浄化槽法第七条及び第十一条に基づく浄化槽の水質に関する検査の項目、方法その他必要な事項について」（平成7年06月20日衛浄34号）に規定される。指定検査機関は水質検査、外観検査、書類検査のを総合的に勘案し「適正」「おおむね適正」「不適正」いずれかの判定を付ける。定期検査は基本的に浄化槽の管理者が指定検査機関に依頼するが、この手続きは浄化槽清掃業者や浄化槽保守点検業に委託することもできる（規則9条第2項）。後述の、休止中の浄化槽については定期検査の義務が免除される。
指定検査機関は7条検査と同様に、毎月末までに、その前の月に行った11条検査の結果を都道府県知事に報告しなければならない（同第2項）。

### 休止・再開・廃止の届け出（第11条の２、第11条の３）
浄化槽の管理者は当該浄化槽を休止させるために清掃を行った場合は、その旨を都道府県知事等に届け出ることができる（11条の2第1項）。また浄化槽の使用を再開したときは、その日から３０日以内に都道府県知事等に届出なければならない（同第2項）。この制度は浄化槽法の一部を改正する法律（令和元年法律第40号）において追加された。
休止の届け出は規則9条の3の規定に従わなければならないとされる。浄化槽の休止は、休止のための清掃を行ったこと届け出を要件としている、休止のための清掃も通常と同じく規則3条に従い行われるが「使用の休止にあたって」と記載された内容を適用する。休止中は10条や11条の規定により浄化槽の清掃・保守点検・定期検査の義務が免除される。休止の届け出は任意なので、届け出をせずに浄化槽の管理の責務を続けることもできる。
再開の届け出は規則9条の3に従って行う。再開にあたって保守点検を行った場合は規則6条の保守点検回数の特例により、10条第1項の保守点検の回数に含めることができる。
浄化槽の管理者は、当該浄化槽の廃止を行った場合は、その日から30日以内に、その旨を都道府県知事等に届出なければならない（11条の３）。届出は規則9条の5に従い行われることとされる。

### 助言・勧告・改善命令（第12条）
都道府県知事等は、生活環境の保全および公衆衛生上必要であると判断できる場合、浄化槽の管理者、浄化槽保守点検業、浄化槽清掃業者、浄化槽管理士、浄化槽技術管理者に必要な助言・指導または勧告を行うことができる（12条第1項）。「生活環境の保全および公衆衛生上必要な場合」は、浄化槽の管理が適正に行われていないとみなされる場合、構造上の件感があると認められる場合などが考えられる0。
また前述の浄化槽保守点検の技術上の基準や、浄化槽の清掃の技術上の基準に従って、浄化槽が適切に管理されていないとみなされる場合は、都道府県知事等は浄化槽の管理者、浄化槽保守点検業、浄化槽清掃業者、浄化槽管理士、浄化槽技術管理者に必要な改善措置をとることを命ずることができる（12条第2項）。この改善命令は、保守点検については浄化槽の管理者、浄化槽保守点検業、浄化槽管理士、浄化槽技術管理者を対象にし、清掃については、浄化槽の管理者、浄化槽清掃業者、浄化槽技術管理者を対象にすることとなる。また改善命令によっても生活環境の保全や公衆衛生上の支障防止ができないと判断される場合、浄化槽の管理者に対し、10日以内の期限を定めて当該浄化槽の使用停止を命ずることができる（12条第2項）。
第11条に規定される定期検査の制度の施行について、必要があると認められるときは、都道府県知事等は浄化槽の管理者に対して第11条検査を受けるのに必要な助言や指導を行うことができる（12条の２第1項）。また11条検査を受けていないと認められる場合は、都道府県知事等は浄化槽の管理者に対し、期限を定めて、11条検査を受けるよう勧告することができる（同第2項）。またこの勧告を受けた当該浄化槽の管理者が正当な理由なくその勧告に従わなかった場合、期限を定めて、11条検査を受けるよう命令することができる（同第3項）。

## 経緯
- 浄化槽法の制定前には浄化槽の構造については建築基準法、維持管理については廃棄物処理法、また、設置等の手続きについては両法により規制されていた。